# Paratinga
Paratinga là một đô thị thuộc bang Bahia, Brasil. Đô thị này có diện tích 2956,387 km², dân số năm 2007 là 30230 người, mật độ 10,2 người/km².